# NGC 1252
NGC 1252 је група звезда у сазвежђу Часовник која се налази на NGC листи објеката дубоког неба.
Деклинација објекта је - 57° 45' 30" а ректасцензија 3h 10m 44,0s. Привидна величина (магнитуда) објекта NGC 1252 износи 13,0. NGC 1252 је још познат и под ознакама ESO 116-?11.